# Wasquehal
Wasquehal é uma comuna francesa na região administrativa de Altos da França, no departamento do Norte. Estende-se por uma área de 6.86 km². Em 2010 a comuna tinha 20 714 habitantes (densidade: 3 019,5 hab./km²).